# Martialartsfilm
Martialartsfilms zijn een filmgenre dat zijn oorsprong vindt in Azië en Noord-Amerika. Het is een subgenre van de actiefilm. De films worden gekenmerkt door aandacht voor langgerekte gevechtsscènes waarbij regelmatig gebruik wordt gemaakt van diverse soorten vuurwapens en vechtsporten. Vooral karate, kickboksen en kungfu zijn standaard gebruikte disciplines in het genre. Deze stijlen zijn doorgaans ook te zien in ninja-films, waarin ze dan foutief voor ninjutsu doorgaan.
Het genre kwam vooral voor in Chinese films uit de jaren 70 van de 20e eeuw. Onder anderen Bruce Lee, Sammo Hung, Jackie Chan, Jet Li en Donnie Yen (allen kungfu-beoefenaars) werden hiermee beroemd. Het genre breidde zich uit tot de Westerse filmwereld. Regelmatig in westerse martialartsfilms spelende acteurs zijn onder anderen Sonny Chiba, Chuck Norris, Jean-Claude Van Damme, Mark Dacascos, Shô Kosugi, Dolph Lundgren, Wesley Snipes, Cynthia Rothrock (allen karate-beoefenaars), Chow Yun-Fat, Jason Statham, Steven Seagal (aikido) en Don 'The Dragon' Wilson (kickboksen).